# 長門郵便局 (山口県)
長門郵便局（ながとゆうびんきょく）は、山口県長門市にある郵便局。民営化前の分類では集配普通郵便局であった。

## 概要
住所：〒759-4199 山口県長門市東深川894-1

## 沿革
- 1873年（明治6年）4月1日 - 正明市（しょうみょういち）郵便取扱所として開設[1]。
- 1875年（明治8年）1月1日 - 正明市郵便局（五等）となる[1]。
- 1878年（明治11年） - 為替・貯金取扱を開始[1]。
- 1894年（明治27年）2月16日 - 正明市郵便電信局（三等）に改称[1][2]。
- 1902年（明治35年）6月1日 - 深川（ふかわ）郵便電信局に改称[1][3]。
- 1903年（明治36年）4月1日 - 通信官署官制の施行に伴い深川郵便局となる[1][4]。
- 1924年（大正13年）7月21日 - 正明市郵便局に改称[5]。
- 1952年（昭和27年）2月1日 - 電気通信業務を、新設の正明市電報電話局に移管[6]。
- 1956年（昭和31年）9月1日 - 電話通話および和文電報受付事務の取扱を開始。
- 1957年（昭和32年）2月26日 - 長門郵便局に改称。
- 1958年（昭和33年）1月21日 - 特定郵便局から普通郵便局に局種別改定するとともに、仙崎郵便局および湯本郵便局より集配業務を移管[7]。
- 1976年（昭和51年）1月19日 - 長門市東深川字港中央区から、同市東深川字西中ノ坪に局舎を新築、移転。
- 1982年（昭和57年）7月26日 - 通郵便局から集配業務を移管。
- 1999年（平成11年） - 外国通貨の両替および旅行小切手の売買に関する業務取扱を開始。
- 2007年（平成19年）10月1日 - 民営化に伴い、併設された郵便事業長門支店に一部業務を移管。
- 2012年（平成24年）10月1日 - 日本郵便株式会社発足に伴い、郵便事業長門支店を長門郵便局に統合。

## 取扱内容
- 郵便、印紙、ゆうパック、内容証明
- 貯金、為替、振替、振込、国際送金、国債、投資信託
- 生命保険、バイク自賠責保険、自動車保険
- ゆうちょ銀行ATM
- 長門市内の一部地域（旧長門市のうち俵山地区を除く区域：759-41xx）の集配業務
- ゆうゆう窓口

## 周辺
- 長門市役所
- 長門警察署
- 山口県道56号仙崎港線
- 山口県道277号長門市停車場線
- 長門セントラルホテル
- WAVE、FMながと（FM AQUA）

## アクセス
- JR山陰本線・美祢線 長門市駅から徒歩約4分
- 防長バス、サンデンバス、ブルーライン交通バス 岡田病院前停留所下車
- 駐車場あり：14台